# リカルド・ロベルト・バレット・ダ・ローシャ
リカルド・ロベルト・バレット・ダ・ローシャ（Ricardo Roberto Barreto da Rocha、1962年9月11日 - ）は、ブラジル・ペルナンブーコ州レシフェ出身の元サッカー選手、サッカー指導者。

## 経歴
1991-93年はスペインのレアル・マドリードでプレーし、コパデルレイの優勝を経験。
ブラジル代表として1990年FIFAワールドカップ、1994年FIFAワールドカップに出場した。1994年大会ではブラジルは優勝したが、初戦のロシア戦で負傷し、以降の試合を欠場した。

## 代表歴

### 出場大会
- ブラジル代表
  - 1990 FIFAワールドカップ (ベスト16)
  - 1994 FIFAワールドカップ (優勝)

### 試合数
- 国際Aマッチ 40試合 0得点（1987年-1995年）[3]

| ブラジル代表 | 国際Aマッチ | 国際Aマッチ |
| 年           | 出場        | 得点        |
| ------------ | ----------- | ----------- |
| 1987         | 10          | 0           |
| 1988         | 0           | 0           |
| 1989         | 4           | 0           |
| 1990         | 3           | 0           |
| 1991         | 10          | 0           |
| 1992         | 1           | 0           |
| 1993         | 8           | 0           |
| 1994         | 3           | 0           |
| 1995         | 1           | 0           |
| 通算         | 40          | 0           |

## タイトル
- 1989年 - ボーラ・ジ・オーロ（最優秀選手賞。PLACAR誌選定）
- 1992-93年 -　コパデルレイ
- 1994年　- FIFAワールドカップ